# César Augusto Santiago
César Augusto Santiago Ramírez (San Cristóbal de las Casas, Chiapas; 27 de mayo de 1942) es un político y escritor mexicano. En varias ocasiones ha fungido como diputado federal y estatal en diferentes legislaturas. Ha sido también cónsul de México en Boston, Massachusetts, Estados Unidos; subsecretario de Gobernación y director general adjunto de Pemex. En 2013 fue Abogado General de la empresa paraestatal mexicana de energía Comisión Federal de Electricidad. Fue esposo de la encuestadora María de los Milagros de las Heras.

## Vida personal
Nació en San Cristóbal de las Casas en el estado de Chiapas. Fue profesor de escuela primaria. Estudió la licenciatura en derecho en la Universidad Autónoma de Chiapas y posteriormente una maestría en leyes (Magistri in Legibus) en la Universidad de Harvard. Estuvo casado con la famosa encuestadora, escritora y analista María de las Heras a quien conoció durante la campaña de Luis Donaldo Colosio en la que ambos participaban y de quien enviudó el 14 de agosto de 2012. En Tuxtla Gutiérrez,  fungió como juez de primera instancia en material penal.

## Trayectoria política

### Actividad partidista
César Augusto Santiago ha participado en la actividad partidaria durante más de 30 años. Registrado en el PRI en 1961, su actividad política empezó en la dirigencia juvenil de dicho partido en su estado, hasta la dirigencia nacional, en donde ha sido subsecretario, director del Sistema Nacional Electoral, secretario de elecciones y secretario técnico del Consejo Político Nacional.
En 1999 participa como precandidato para la gubernatura del estado de Chiapas al interior de su partido, pero declina ante sus adversarios Sami David David y Pablo Salazar Mendiguchía, en una contienda que termina dejando a este último como candidato oficial y posteriormente como gobernador.
Durante la presidencia del PRI encabezada por Roberto Madrazo, Santiago Ramírez fue Secretario de Acción Electoral del Comité Ejecutivo Nacional, cuando aquel renunció a dicho puesto para contender en las elecciones presidenciales de 2006 Santiago asumió por algunos minutos la presidencia del partido para realizar la entrega y luego asumir el cargo de secretario general y secretario técnico del Consejo Político Nacional. Durante la campaña de Madrazo a la presidencia de la República participó como uno de los principales operadores políticos.
Fue el primero en instaurar un Plan Nacional de elecciones en 1991, para su partido y más recientemente fue uno de los organizadores de la 17.ª Asamblea Nacional del Partido Revolucionario Institucional.

### Diputaciones federales
Ha sido electo diputado federal en cuatro ocasiones por el IX Distrito Electoral Federal de Chiapas:
- 1979 a 1982, LI Legislatura.
- 1985 a 1988, LIII Legislatura. Diputado plurinominal.
- 1991 a 1994, LV Legislatura. Diputado plurinominal.
- 2000 a 2003, LVIII Legislatura.

Durante la LIII legislatura, fue Presidente de la Mesa Directiva de la Cámara de Diputados y durante la LV fue Presidente de la Comisión de Gobernación y Puntos Constitucionales.
Asimismo, en una ocasión fue legislador en la I Asamblea de Representantes del Distrito Federal.

### Administración Pública Federal
En la administración pública federal, ha sido comisario de la Contraloría General de la Federación, cónsul de México en Boston, Massachusetts. En 1993 fue Subsecretario de Desarrollo Político en la Secretaría de Gobernación. Durante el sexenio de Ernesto Zedillo fue director general adjunto de Pemex.
El 4 de marzo de 2013 la empresa paraestatal Comisión Federal de Electricidad, encargada de la energía eléctrica de México, designó a los nuevos miembros de su junta directiva en la que figura César Augusto Santiago como abogado general de dicha empresa.

### Otras actividades
Su participación en la política se da siempre alrededor de la polémica, él mismo publicó el libro Polémica y Partido, donde se da cuenta de sus posiciones críticas frente a la oposición y de defensa de sus convicciones.
Actualmente escribe en varios diarios de circulación nacional, y es presidente de Fundación Alternativa A.P.N. que fundó en 1977. Asimismo es 	Presidente del consejo de administración de la revista Hoja de Ruta.

## Obras
- Santiago, César Augusto (1991). Polémica y Partido. México: Stammpa.
- —. (1998). Apuntes para insatisfechos. México: Rayuela editores. ISBN 968-7293-21-7.
- —. (2004). Una alternativa. México: Stammpa.